# لوتئولینیدین
لوتئولینیدین (به انگلیسی: Luteolinidin) با فرمول شیمیایی C۱۵H۱۱O۵+ یک ترکیب شیمیایی با شناسه پاب‌کم ۴۴۱۷۰۱ است. که جرم مولی آن ۲۷۱٫۲۴ g/mol می‌باشد. 